# Solar Star
Solar Star (досл. «Солнечная звезда») — солнечная электростанция мощностью (на январь 2014 года) 300 МВт. Расположена в округах Керн и Лос-Анджелес, штат Калифорния, США.
Строительство станции ведётся с 2013 года. Планируется, что строительство будет завершено в 2015 году, после чего окончательная мощность станции составит 579 МВт.
Solar Star включает две единицы, строительство которых осуществляется параллельно. В соответствии с проектом электростанция должна использовать более 1,7 миллионов фотоэлектрических модулей, произведённых американской компанией  SunPower и размещённых на площади 13 км2.
Solar Star наряду с другими проектами возобновляемой энергии реализуется в рамках цели штата Калифорния — обеспечить получение 33 % потребляемой электроэнергии из возобновляемых источников к 2020 году.